# Alexander Pulalo
Alexander Pulalo (Jayapura, Indonesia; 8 de mayo de 1973) es un exfutbolista indonesio que jugaba en la posición de defensa.

## Carrera

### Club
| Periodo   | Club            | Apariciones | Goles |
| --------- | --------------- | ----------- | ----- |
| 1993-1998 | Semen Padang    | 120         | 4     |
| 1998-1999 | Pelita Bakrie   | 22          | 0     |
| 1999–2001 | PSM Makassar    | 48          | 7     |
| 2001–2002 | PSIS Semarang   | 27          | 0     |
| 2002–2003 | Persija Jakarta | 30          | 2     |
| 2003–2004 | Persib Bandung  | 21          | 0     |
| 2004–2009 | Arema Malang    | 110         | 5     |
| 2009–2010 | Semen Padang    | 19          | 0     |
| 2010–2011 | Mitra Kukar FC  | 20          | 1     |

### Selección nacional
Jugó para Indonesia en ocho ocasiones de 1993 a 2004 y participó en la Copa Asiática 2004.

## Logros
- Liga Indonesia: 1999–2000
- Copa Indonesia: 2005, 2006